# Gliese 393
Gliese 393 är en ensam stjärna i den mellersta delen av stjärnbilden Sextanten belägen ca 1,5° NNV om Beta Sextantis. Den har en skenbar magnitud av ca 9,65 och kräver ett teleskop för att kunna observeras. Baserat på parallax enligt Gaia Data Release 3 på ca 142,1 mas, beräknas den befinna sig på ett avstånd på ca 23 ljusår (7 parsek) från solen. Den rör sig bort från solen med en heliocentrisk radialhastighet på ca 8 km/s. Stjärnan har hög egenrörelse och rör sig över himmelssfären med 0,950 bågsekund per år. Den har gemensam rymdrörelse med medlemmar i AB Doradus-rörelsegruppen, men anses vara en slumpmässig inträngare.

## Egenskaper
Gliese 393 är en röd dvärgstjärna i huvudserien av spektralklass M2 V, som genererar energi genom kärnfusion av väte i kärnan. Den har en massa som är ca 0,43 solmassor, en radie på ca 0,45 solradier och utsänder från dess fotosfär energi motsvarande ca 0,0269 gånger solen vid en effektiv temperatur av ca 3 600 K. Den har en långsam rotation och tycks vara kromosfäriskt inaktiv.

## Planetsystem
År 2019 upptäcktes en tänkbar exoplanet med metoden för mätning av radiell hastighet. Den klassificeras som en het superjord, med en omloppsperiod på en vecka och en halv storaxel på 8,2 Gm. Signaler om längre period som hittades i data tolkades som stjärnaktivitet.
År 2021 bekräftades planeten efter att ha påvisats oberoende i tre olika datauppsättningar.
| Planet | Massa          | Halv storaxel (AE) | Siderisk omloppstid (d) | Excentricitet | Inklination | Radie |
| ------ | -------------- | ------------------ | ----------------------- | ------------- | ----------- | ----- |
| b      | 1,71 ± 0,24 M🜨 | 0,05402 ± 0,00072  | 7,028 ± 0,00082         | 0             | -           | -     |